# Reprezentacja Wielkiej Brytanii w hokeju na lodzie mężczyzn
Reprezentacja Wielkiej Brytanii w hokeju na lodzie mężczyzn – kadra Wielkiej Brytanii w hokeju na lodzie mężczyzn. Jedna z najstarszych reprezentacji narodowych na świecie, jednak pomimo wielu występów na międzynarodowych turniejach uzyskała tylko kilka tytułów.

## Osiągnięcia
- igrzyska olimpijskie
  - 1924: brąz (turniej rozgrywany również jako Mistrzostwa Świata)
  - 1936: złoto (turniej rozgrywany również jako Mistrzostwa Świata)
- mistrzostwa świata
  - 1924: brąz
  - 1935: brąz
  - 1936: złoto
  - 1937: srebro
  - 1938: srebro
- mistrzostwa Europy
  - 1910: złoto
  - 1928: brąz
  - 1935: srebro
  - 1936: złoto
  - 1937: złoto
  - 1938: złoto
  - 1950: srebro

Obecnie reprezentacja nie odnosi większych sukcesów występując w I dywizji.
W latach 2007–2011 trenerem kadry był Paul Thompson (będący jednocześnie szkoleniowcem klubu Coventry Blaze występującego w brytyjskich rozgrywkach Elite Ice Hockey League). W czasie jego pracy reprezentacja Wielkiej Brytanii awansowała z 31. na 21. miejsce rankingu IIHF (żadna inna reprezentacja nie zanotowała w ciągu tych czterech lat takiego awansu).
Pod koniec grudnia 2011 nowym szkoleniowcem został były i najwybitniejszy brytyjski hokeista tego kraju (nazywany "brytyjskim Gretzkym"), Tony Hand. W czerwcu 2013 zrezygnował z funkcji. W lipcu 2013 nowym szkoleniowcem został Amerykanin Doug Christiansen, który dotąd pełnił w kadrze rolę asystenta Tony'ego Handa.

## Galeria

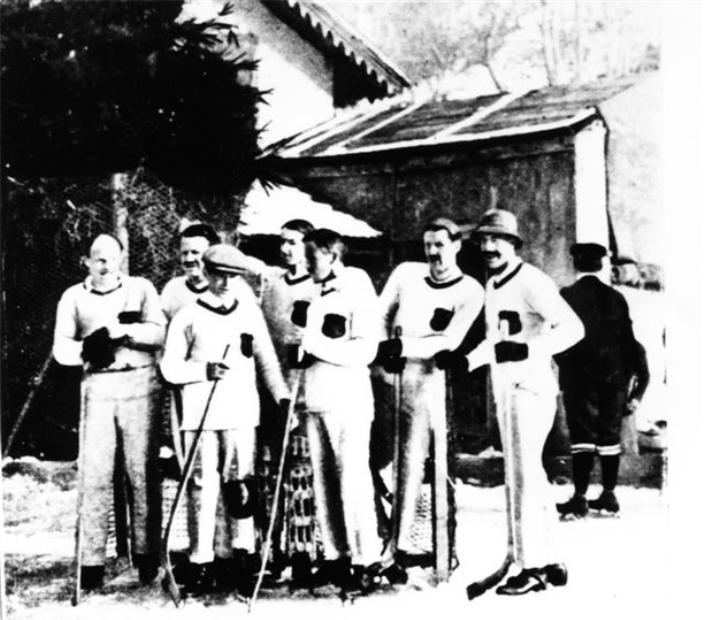
Reprezentacja Wielkiej Brytanii - mistrzowie Europy (1910)
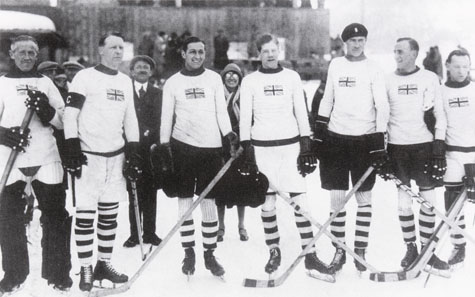
Reprezentacja Wielkiej Brytanii na mistrzostwach Europy w Szwajcarii (1926)